# جون تايلور (لاعب كرة قدم أمريكية شمالية)
جون تايلور هو لاعب كرة قدم أمريكية شمالية ‏ كندي، ولد في 21 أكتوبر 1925 في مونتريال في كندا، وتوفي في 26 ديسمبر 2005.